# Cazo (lugar)
Cazo (en asturiano y oficialmente: Cazu) es una parroquia y un lugar del concejo de Ponga (Comunidad Autónoma del Principado de Asturias, España).

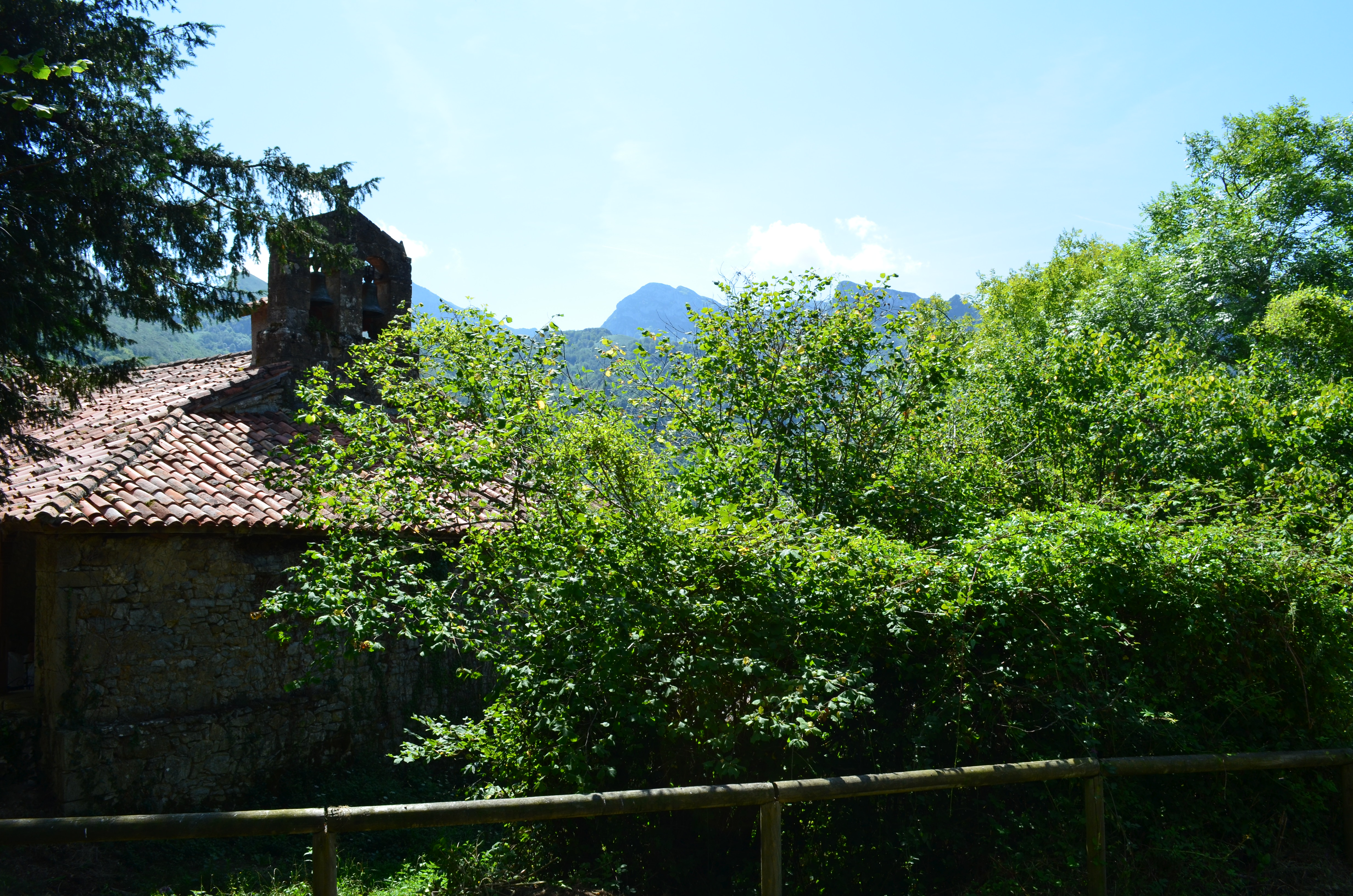
Capilla de Las Nieves

La parroquia tiene una extensión de 15,97 km² y una población de 183 habitantes. Abarca, además del lugar de Cazo, las aldeas de Sellaño, Priesca, Triviertu, Ambingue y Los Lladeros.
Cazo se distingue por su torre, una de las edificaciones más antiguas de Asturias. A lo largo de los siglos se han añadido construcciones a su alrededor, una de las cuales conserva un antiguo escudo de armas.
La leyenda local asegura que dicha torre disponía de un túnel para la huida de los señores que la ocupaban, y que originalmente llegaba hasta el río. Según esta leyenda un joven cristiano enamorado de una bella doncella mora, aprovecharó su existencia para burlar a los padres de la mujer y huir con su enamorada.
Junto a la torre se alza un gran hórreo que tiene la particularidad de ser de planta cuadrada y apoyarse sobre nueve pegollos.
También destaca la Iglesia de Santa María de las Nieves, que data del siglo XVIII, de planta cruciforme. Consta de dos capillas una de las cuales conserva las pinturas originales.

## Fiestas
Fiesta del Aguinaldo (El domingo anterior al martes de carnaval): los mozos de la parroquia salen con caballos engalanados de Sellaño y recorren las aldeas de la parroquia, concluyen en Sellaño, donde se reparten casadielles, rosquillas, frisuelos y demás dulces típicos. Con el dinero del aguinaldo, los mozos invitan a las mozas y mozos solteros de la parroquia a una cena amenizada con orquesta el fin de semana siguiente.
Las Nieves. (5-6 de agosto): Es la fiesta principal de la parroquia. Se celebra en Cazo el día 5 y en Sellaño el día 6. Se saca la imagen de Virgen de la Iglesia dando un corto recorrido por el campo de la Iglesia. También se confecciona un Ramo, que se completa con panes, los cuales se subastan entre los vecinos. Con el dinero así obtenido y las aportaciones de los vecinos se celebra la fiesta por la noche, amenizada por una orquesta.